# واي فاي دايركت

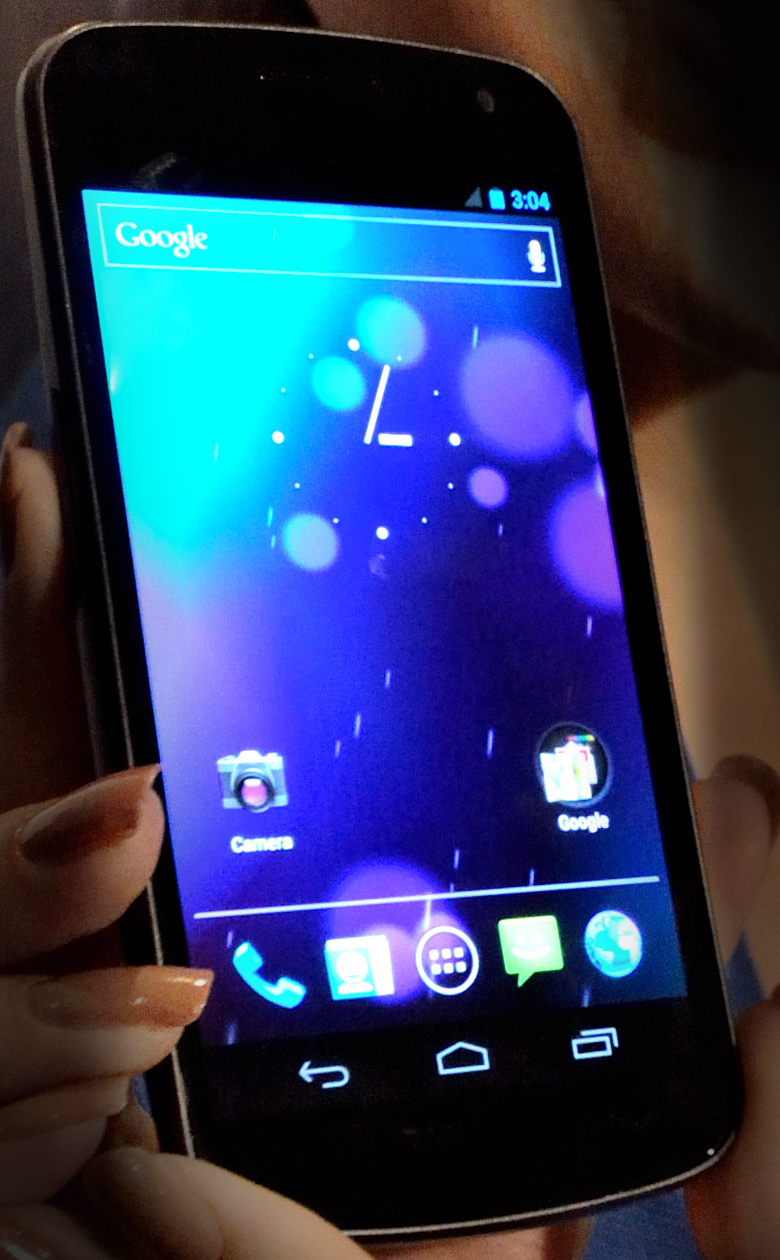

واي فاي دايركت (بالإنجليزية: Wi-Fi Direct) هو معيار تقني يُتيح ربط الأجهزة ببعضها البعض مباشرةً دون الحاجة إلى نقطة وصول لاسلكية (راوتر)، ويشبه في ذلك تقنية البلوتوث. يمكن استخدامه في تصفح الإنترنت أو نقل الملفات،  أو التواصل مع جهاز أو أكثر في الوقت نفسه، وبسرعة تُماثل سرعة شبكات الواي فاي التقليدية. ويتميز واي فاي دايركت بقدرته على ربط الأجهزة حتى لو كانت من نوعين مختلفين، ويتطلب فقط أن تكون نوعية واحدة من أجهزة واي فاي متوافقة مع الخدمة. فيتمكن المستخدم من عمل اتصال نظير بنظير أو اتصال  الند للند الذي يسمح بانتقال البيانات مباشرة بينهما.

واي فاي المباشر يعتمد على نظام إعداد واي فاي المحمي الذي يتطلب وجود نقطة وصول لاسلكية محدودة لكل جهاز. وعملية «الإقتران» بين الأجهزة يمكن إعدادها على أن تكون المسافة قصيرة كما هو الحال لدى البلوتوث، أو بالضغط على زر موجود على جميع الأجهزة.

## المعلومات الأساسية
خدمة واي فاي الأساسية
عادة ما تعتمد الشبكات التقليدية (واي فاي) على وجود أجهزة تحكم معروفة باسم نقطة وصول لاسلكية. هذه الأجهزة تجمع عادة ثلاث وظائف رئيسية
1. الدعم المادي لإقامة الشبكات السلكية واللاسلكية
2. التجسير والتوجيه بين الأجهزة على الشبكة
3. توفير الخدمة لإضافة وإزالة الأجهزة من الشبكة.

وتشمل شبكة واي فاي النموذجية للمنزل أجهزة الكمبيوتر المحمولة، الأجهزة اللوحية والهواتف، الطابعات الحديثة، وأجهزة الموسيقى وأجهزة التلفزيون. تُضْبَط معظم شبكات واي فاي في «وضع البنية الأساسية»، حيث تعمل نقطة الوصول كمحور مركزي التي تجعل أجهزة واي فاي معدة وقابلة للتوصيل. لا تتصل الأجهزة مباشرة مع بعضهما البعض (أي في وضع الأدهوك "ad hoc ")، ولكنها تنتقل من خلال نقطة الوصول. وتعتبر تلك الأجهزة قادرة على التواصل مع بعضها البعض دون الحاجة إلى نقطة وصول لاسلكية مخصصة. ويكون ذلك بعد التفاوض عند الاتصال لتحديد الجهاز الذي سيكون بمثابة نقطة وصول.

## الإعداد الآلي
مع زيادة عدد ونوع الأجهزة المتصلة بأنظمة واي فاي، أصبح النموذج الأساسي لجهاز التوجيه التقليدي مع الحواسيب الذكية أقل قدرة على تلبية الإحتياجات الحديثة. وكان التعقيد المتزايد لنقاط واي فاي تُثير المشاكل في عملية الإعداد للمستخدمين. لحل هذه المشاكل، تمت محاولات عديدة لتبسيط جوانب معينة من مهمة الإعداد.
ومن الأمثلة الأكثر شيوعا هو نظام إعداد واي فاي المحمي المتضمن في معظم نقاط الوصول التي صنعت منذ عام 2007. حيث يسمح إعداد واي فاي المحمي لنقاط الوصول أن تُعَدّ ببساطة عن طريق إدخال رقم التعريف الشخصي أو أي تعريف آخر إلى شاشة الاتصال، أو في بعض الحالات، وذلك ببساطة عن طريق الضغط على زر. ويستخدم نظام الإعداد المحمي هذه المعلومات لإرسال البيانات إلى جهاز كمبيوتر، وتُسلم المعلومات اللازمة لاستكمال إعداد الشبكة والاتصال بالإنترنت. من منظور رؤية المستخدم، حيث تُستبدل الخطوات المعقدة بنقرة واحدة، مما يغني المستخدم عن مواجهة مصطلحات تقنية معقدة.
في حين أن نموذج الإعداد المحمي يعمل على النحو المنشود، وكان الغرض منه هو لتبسيط العلاقة بين نقطة الوصول والأجهزة التي من شأنها الاستفادة من خدماتها، أما في المقام الأول الدخول إلى الإنترنت. ويوفر القليل من المساعدة ضمن الشبكة - إيجاد وإعداد الدخول إلى الطابعة من الكمبيوتر على سبيل المثال. لمعالجة هذه الأدوار، تطور عدد من البروتوكولات المختلفة، بما في ذلك دعم التركيب والتشغيل العالمي، ملفات تعريف أجهزة خدمات الويب، وشبكات التكوين الصفري. تسمح هذه البروتوكولات للأجهزة بالبحث عن الأجهزة الأخرى داخل الشبكة، والاستعلام عن قدراتها، وتوفير مستوى معين من الإعداد التلقائي.

## استخدامات جديدة
أصبحت خدمة واي فاي ميزة قياسية في الهواتف الذكية ومشغل وسائط المحمول، وفي الهواتف المميزة أيضا. وقد تسارعت عملية إضافة واي فاي للأجهزة الأصغر حجما، وأصبح من الممكن الآن العثور على الطابعات والكاميرات، والماسحات الضوئية والعديد من الأجهزة الأخرى المشتركة مع خدمة واي فاي بالإضافة إلى الاتصالات الأخرى، مثل اليو إس بي.
الاعتماد واسع النطاق لخدمة واي فاي في فصول جديدة من الأجهزة الصغيرة تجعلها ضرورة لشبكة الأدهوك التي تعتبرالأكثر أهمية بكثير. حتى بدون وجود مركز خدمة للواي فاي المركزي أو جهاز التجويه «الراوتر»، سيكون من المفيد لجهاز الكمبيوتر المحمول لتكون قادرة على الاتصال لاسلكيا إلى الطابعة المحلية. على الرغم من أنه أُنْشِئَ وضع الأدهوك لمعالجة هذا النوع من الحاجة، وعدم وجود معلومات إضافية عن الاكتشاف الذي يجعل من الصعب استخدامها في الممارسة العملية.
على الرغم من أن الأنظمة مثل دعم التركيب والتشغيل العالمي وبنجور توفر العديد من القدرات المطلوبة والمتضمنة في بعض الأجهزة، المعيار الوحيد الذي يحظى بتأييد واسع كان فقيرا، وكان الدعم داخل الأجهزة الحالية بعيدا عن الجميع. أما الزائرون الذين يستخدمون هواتفهم الذكية من المرجح أن يكونوا قادرين على العثور على النقطة الساخنة والاتصال بالإنترنت بكل سهولة، ربما باستخدام الإعداد المحمي للقيام بذلك. لكن الجهاز نفسه سوف نجد أن تشغيل ملفات الموسيقى إلى جهاز كمبيوتر أو طباعة الملف قد يكون من الصعب، أو ببساطة غير مدعوم بين أنواع من الأجهزة المختلفة.
واي فاي المباشر يمكن أن يوفر اتصال لاسلكي للأجهزة الطرفية. أجهزة ماوس لاسلكية، ولوحات المفاتيح وأجهزة التحكم عن بعد، والسماعات ومكبرات الصوت وشاشات العرض، والعديد من الوظائف الأخرى التي يمكن تنفيذها مع خدمة واي فاي المباشر. وقد بدأ هذا مع منتجات الماوس اللاسلكي أو ماوس واي فاي،  وأجهزة التحكم عن بعد لخدمة واي فاي المباشر التي تم شحنها حوالي شهر نوفمبر عام 2012 .
تطبيقات تبادل الملفات على أجهزة الأندرويد، والبلاك بيري، 10 أجهزة يمكن أن يستخدموا خدمة واي فاي المباشر، مع معظم إصدارات أندرويد ال 4.1 (جيلي بين)، وقُدِّمَت في يوليو 2012، والبلاك بيري 10.2 المعتمد. وشمل نسخه الأندرويد الإصدار 4.2 (جيلي بين) إدخال المزيد من التحسينات على خدمة واي فاي المباشر بما في ذلك الصلاحيت المستمرة للتمكن من نقل البيانات للاتجاهين بين الأجهزة المتعددة.
ويستند معيار «الميراكاست» للاتصال اللاسلكي للأجهزة ليعرض على واي فاي المباشر.

## الوصف التقني

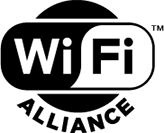

هو بروتوكل جديد يساهم في عمل اتصال مباشر بين أي جهازين يحملون الشعار Wifi-Direct.
حيث يستطيع الفرد من خلاله الاتصال بالطابعة مثلا أو عملية المشاركة في محتوى البيانات بين الجهازين أو التزامن بينهما دون الحاجة إلى وجود وسيط كما هي الطريقة التقليدية للشبكات وهي وجود راوتر أو سويتش بين الجهازين.
واي فاي المباشر يضمن بالأساس نقطة الوصول للبرمجيات، إلى أي جهاز يجب أن يدعم مباشرة. تقدم نقطة الوصول للبرمجيات نسخة من إعداد واي فاي المحمي مع ضغطها على زر أو على أساس إعداد رقم التعريف الشخصي.
عندما يدخل جهاز نطاق مضيف واي فاي المباشر، فإنه يمكن الاتصال به، ثم جمع معلومات الإعداد باستخدام نقل على غرار الإعداد المحمي. الاتصال والإعداد تكون مبسطة بحيث يمكن أن تحل محل البلوتوث في بعض الحالات.
نقطة الوصول للبرمجيات يمكن أن تكون بسيطة أو معقدة كما يتطلب هذا الدور. إطار الصورة الرقمية قد لا توفر سوى أكثر الخدمات الأساسية اللازمة للسماح للكاميرات الرقمية للاتصال وتحميل الصور. الهاتف الذكي الذي يتيح ربط البيانات قد يعمل على تشغيل نقطة الوصول للبرمجيات الأكثر تعقيدا حيث تعمل على إضافة القدرة على الوصول لشبكة الإنترنت. يتضمن المعيار أيضا أمن وميزات (وصول واي فاي المحمي 2 " WPA2 ") وللتحكم في الوصول ضمن شبكات الشركات. يمكن للأجهزة المعتمدة للواي فاي المباشر على عمل اتصال واحد إلى واحد أو واحد لكثير وليس كل المنتجات المتصلة تحتاج إلى أن تكون خدمة واي فاي المباشر معتمدة. جهاز تمكين واحد للواي فاي المباشر يمكن أن يتصل بالأجهزة المتوارثة المعتمده لخدمة واي فاي.
طورت برنامج واي فاي المعتمد وتدار بواسطة تحالفات واي فاي، مجموعة الصناعة التي تملك العلامة التجارية «واي فاي». المواصفات المتاحة للشراء من تحالف واي فاي.

## التسويق
الحاسوب المحمول
و شملت شركة إنتل واي فاي المباشر على منصة سنترينو 2، في تكنولوجيا واي فاي الخاص بي بحلول عام 2008. يمكن لأجهزة واي فاي المباشر الاتصال بجهاز كمبيوتر محمول أن يلعب دور نقطة الوصول للبرمجيات. يمكن لجهاز الكمبيوتر المحمول توفير النفاذ إلى الإنترنت لتمكين أجهزة واي فاي المباشر بدون نقطة الوصول للواي فاي. مجموعة تقنية مارفيل،  أعلن اثيروس، برودكوم، إنتل، رالينك وريال تيك أول منتجاتها في أكتوبر عام 2010 . شرائح إشارات ريدبين كانت اعتمدت خدمه واي فاي المباشر في نوفمبر تشرين الثاني من العام نفسه.
الأجهزة المحمولة
أعلنت شركة جوجل خدمة واي فاي الدعم المباشر في نسخة الأندرويد 4.0 في أكتوبر عام 2011 . في حين أن بعض أجهزة الأندرويد 2.3 مثل سامسونج جالكسي إس 2 وكانت هذه الميزة من خلال ملحقات نظم التشغيل الملكية التي وضعتها مصنعي المعدات الأصلية، نيكزس جالاكسي الذي (صدر في شهر نوفمبر 2011) كان أول جهاز أندرويد لترسل مع تطبيق جوجل لهذه الميزة وواجهة برمجة التطبيقات للمطورين. أجهزة أوزمو، التي وضعت الدوائر المتكاملة (الرقائق) صممت لخدمة واي فاي المباشر، اُشْتُرِيَت من قبل اتميل في عام 2012 .
أصبحت خدمة واي فاي المباشر متاحة للبلاك بيري ترقية لنسخة 10.2 .
وبحلول مارس عام 2016، لا يوجد جهاز أي فون يطبق خاصية واي فاي المباشر، بدلا من ذلك، يطبق نظام تشغيل ال آي أو إس الذي يتمتع بميزة الملكية الخاصة به.

## لوحات الألعاب
تدعم أجهزة الإكس بوكس الواحد، التي صدرت في عام 2013، واي فاي المباشر.
يستخدم تحكم الدرع اللوحي إنفيديا خدمة واي فاي المباشر للاتصال بالأجهزة المتوافقة. إنفيديا تقول أن هناك انخفاض في زمن الوصول وزيادة في الإنتاجية على مدى المنافسة بالتحكم عن طريق البلوتوث .

## التلفاز
في شهر مارس عام 2016 أدخلت سوني، إل جي وفيليبس واي فاي المباشر على بعض أجهزة التلفاز الخاصة بهم.